# Světlana
Světlana je ženské křestní jméno ruského původu. Podle českého kalendáře má svátek 20. března.

## Statistické údaje
Následující tabulka uvádí četnost jména v ČR a pořadí mezi ženskými jmény ve srovnání dvou roků, pro které jsou dostupné údaje MV ČR – lze z ní tedy vysledovat trend v užívání tohoto jména:
| Rok       | Četnost   | Pořadí   |
| 1999      | 3595      | 137.     |
| 2002      | 3614      | 135.     |
| Porovnání | o 19 více | o 2 lépe |

Změna procentního zastoupení tohoto jména mezi žijícími ženami v ČR (tj. procentní změna se započítáním celkového úbytku žen v ČR za sledované tři roky) je +1,3%.

## Domácí podoby jména
- Světlanka, Světluška

## Známé nositelky jména
- Světlana Alexijevičová (* 1948) – běloruská spisovatelka, nositelka Nobelovy ceny za literaturu
- Světlana Allilujevová (1926–2011) – dcera sovětského diktátora Iosifa Stalina
- Světlana Burianová (* 1963) – česká básnířka
- Svjatlana Cichanouská (* 1982) – běloruská politička
- Světlana Chorkinová (* 1979) – ruská sportovní gymnastka
- Světlana Feofanovová (* 1980) – ruská atletka
- Světlana Nálepková (* 1960) – česká herečka
- Světla Svozilová (1906–1970) – česká herečka
- Světlana Kuzněcovová (* 1985) – ruská profesionální tenistka
- Světlana Savická (* 1957) – sovětská kosmonautka ruské národnosti
- Světlana Vujanovićová (* 1957) – první dáma Černé Hory
- Světlana Witowská (* 1973) – česká novinářka a moderátorka
- Světlana Zacharovová (* 1979) – ruská baletka a politička
- Svetlana Žuchová (* 1976) – slovenská spisovatelka a překladatelka

## Pseudonym
- spisovatele Jana Beneše

## Ostatní významy
- Světlana (odbojová skupina) – podzemní skupina třetího odboje